# Animalismen (Kammerat Napoleon)
Animalismen er den fiktive økonomiske og politiske ideologi i den engelske forfatter George Orwells roman Kammerat Napoleon (originaltitel Animal Farm). Animalismen er et allegorisk spejlbillede på kommunismen og dens historie, især i Sovjetunionen fra 1910 til 1940'erne såvel som på udviklingen i den russiske regerings og de revolutionæres opfattelse af, hvordan kommunismen skulle praktiseres.

## Gamle Majors animalisme
I begyndelsen af romanen opfindes animalismen af den højt respekterede præmieorne Gamle Major, som repræsenterer en blanding af Karl Marx og Vladimir Lenin. Animalismen står for marxismen. Gamle Majors idealer har, i modsætning til Marx', endnu ikke udviklet sig til en politisk teori, da han præsenterer dem for de andre dyr – de er mere kollektive retningslinjer og regler, som efter revolutionen kommer til udtryk i De Syv Bud. Hans ideer minder om den anarkistiske form for kommunisme. En vigtig del af Gamle Majors ideer er oprettelsen af hans hypotetiske samfund på gården (og muligvis også andre gårde) efter en revolution mod menneskene. Efter revolutionen må dyrene ikke overtage menneskenes laster og måder at være på. Dette er baseret på Marx' ideal om, at de kommunistiske stater ikke må overtage noget fra de tidligere kapitalistiske samfund, og at kommunismen er ment som er fuldstændig erstatning.

## Snowballs animalisme
På samme måde som bolsjevikkerne gjorde med marxismen, tager grisene Snowball (Lev Trotskij), Napoleon (Josef Stalin) og Squealer (Vjatjeslav Molotov) Majors ideer og udvikler dem til et socialt system, som de formelt kalder Animalismen. Et par dage efter at Gamle Major er død, gør de sultende dyr oprør mod gårdejeren Jones (et spejlbillede på den russiske revolution), og animalismen indføres på Dyrenes Gård. Kort tid efter indleder Snowball og Napoleon en magtkamp om kontrollen over Dyrenes Gård og den retning, man skal bevæge sig i. Dette kommer bl.a. til udtryk i deres modstridende holdninger til vindmøllen (Trotskijs femårsplan). Snowball mener, at vindmøllen vil øge produktiviteten, mens Napoleon mener, at dyrene vil løbe tør for mad, mens de bygger vindmøllen. Her bliver animalismen splittet i to fortolkninger. Dette afspejler konflikten mellem tilhængerne af den trotskistiske udgave af kommunismen og den stalinistiske udgave. Kort tid efter bliver Snowball jaget i eksil, og Napoleons udgave af animalismen bliver enstemmigt indført. Napoleon overbeviser derefter dyrene om, at vindmøllen ikke blot er en god idé, men at den har været Napoleons idé hele tiden – hvilket svarer til, at Stalin hævdede, at femårsplanen var hans idé, såvel som til at Stalin senere inkorporerede trotskistiske teorier og hævdede, at de var en del af stalinismen.

## Napoleons animalisme
Napoleon og Squealer begynder snart at opføre sig som mennesker (de drikker spiritus, sover i senge og driver handel), hvilket svarer til Stalins aftaler med Adolf Hitler og dennes kapitalistiske Tyskland. Squealer skal ændre De Syv Bud, så menneskeliggørelsen legitimeres, hvilket svarer til sovjetregeringens tilpasninger af de kommunistiske teorier, så de mere blev en reformering af kapitalismen end en erstatning. Som aftalerne med bl.a. menneskene Frederick og Pilkington bliver hyppigere, bliver alle Gamle Majors teorier ændret og droppet en efter en. Det eneste af De Syv Bud (den oprindelige marxisme), der er tilbage, er "Alle dyr er lige" (det klasseløse samfund), men selv dette bud negeres af tilføjelsen "men nogle dyr er mere lige end andre". På samme måde som Orwell opfattede kommunismen som forrådt og erstattet af kapitalismen i Sovjetunionen, bliver animalismen med alle dens kommunistiske idealer afskaffet, og grisene er blevet så menneskelige (eller kapitalistiske), at de ved romanens slutning ikke er til at skelne fra menneskene.

Denne artikel er en oversættelse af artiklen Animalism (Animal Farm) på den engelske Wikipedia. Oversættelsen tager i sin sprogbrug desuden udgangspunkt i den danske udgave af Kammerat Napoleon (Søren Gyldendals Klassikere 2000), oversat af Ole Brandstrup.